# Vlag van Métropole de Lyon

Vlag van Métropole de Lyon

De vlag van Métropole de Lyon is de niet-officiële vlag van het Franse departement Métropole de Lyon. Net als de meeste andere departementen van Frankrijk heeft Métropole de Lyon geen officiële vlag, maar wordt de hier rechts afgebeelde vlag op niet-officiële wijze gebruikt. De vlag is afgeleid van het logo van dit departement.
De vlag bestaat uit een rood veld, met het logo van dit departement aan de vluchtzijde. In het logo staan de woorden "la métropole" in kleine letters. Hieronder staan de woorden "GRANDLYON" in hoofdletters. Het gedeelte "LYON" is vetgedrukt. Deze vlag hangt vooral in het verticale weergave, zoals bij het lokaal overheidskantoor van de Métropole de Lyon. Het logo is officieel in gebruik sinds januari 2015.